# Häxprocessen i Visby (1705)
Häxprocessen i Visby utspelades i Visby på Gotland 1705-1707 och tillhörde de större på denna ö. Häxprocesser var sällsynta på Gotland, särskilt under svensktiden, och denna process tillhörde de största. Den beskriver också hur gammal folktro tolkades om av kyrkan, där ett besök hos småfolket under jorden tolkades som en resa till Blåkulla.

## Bakgrund
Få häxprocesser är kända från Gotland. Delvis beror detta på att det inte finns några bevarade rättsprotokoll från tiden före 1645. 
Den största häxprocessen på Gotland var av allt att döma den häxprocess som ägde rum efter den stora stadsbranden 29 april 1611. I september samma år omtalas i ett brev att fem kvinnor satt fängslade som medbrottslingar till en häxa som uppgav att de hade orsakat branden med trolldom, och att några häxor redan hade blivit brända; denna häxprocess resulterade troligen i ett tiotal avrättningar, men den är känd endast i kortare noteringar. 
Efter 1645 finns bevarad dokumentation, men trolldomsmålen är få och resulterade inte i avrättningar. 1662 anklagade kyrkoherden Erik Jovinus Britta i Ekeby för att ha anlitats att utföra trolldom av hans hustru, med vilken han låg i fejd, men den fallet slutade i kyrkoplikt. 1692 åtalades systrarna Ursula och Margaretha Linhatte för att ha orsakat sjukdom genom trolldom, men de avled respektive frikändes. 

## Ingeborg Jonsdotter inför rätta
Ingeborg Jonsdotter, kallad "lilla Ingeborg" (född 1628) var verksam som klok gumma i Visby. 1688 anklagades hon av prästen för att utöva medicin med hjälp av magi, och hon hade då förbjudits att fortsätta sin verksamhet med hot om fängelse om hon påkoms med det igen. 
1705 åtalades hon för att utöva medicin. Under tiden i fängelset användes tortyr och svält som metoder för att få henne att erkänna. Man gav order om att hon inte skulle få någon mat förrän hon hade erkänt. Hennes patienter förhördes. 
Jonsdotter bekände att hon hade varit hos småfolket under jorden på Blåkulla då hon var ung, där hon hade lärt sig ramsor för att bota sjukdomar, och hur man mjölkar en ko genom att sticka en kniv i en vägg. 
Hon uppgav att hon hade förts dit av Margaretha Kuskes. 
Den allmänna opinionen var på hennes sida, och flera personer blev påkomna för att ha smugglat in mat till henne. Då hon tillfrågades varför en av dem, Bohl Matsdotter Stridj, hade gjort detta, svarade hon att Stridj också var häxa. Både Kuskes och Stridj häktades.

## Kuskes och Stridj
Margaretha Kuskes, kallad Kuskes-Greta, var en fattig gammal kvinna i Visby. Hon förvarade sina besparingar i påsar i huset för att kunna köpa sig en plats på ålderdomshem, pengar hon misstänktes ha tjänat på att sälja magiska tjänster. 
Efter att ha utsatts för tortyr bekände hon att hon hade varit i Blåkulla under jorden som ung, där hon lärt sig förutspå framtiden av småfolket. En kvinna där hade rått henne att inte äta under sin vistelse i underjorden, för då skulle hon bli kvar för alltid. 
Kuskes bad om att få bli avrättad hellre än att utsättas för mer tortyr. 
Bohl Stridj var en välbärgad person. Hon framställde klagomål för hur hon behandlades för både fängelsets personal och rätten, och blev också bättre behandlad i fängelset. 
Jonsdotter och Kuskes tog båda tillbaka sina bekännelser. Kuskes förklarade för prästen i fängelset att hon hade avlagt sin bekännelse på grund av tortyr. 
Då Bohl Stridj ställdes inför rätta och Jonsdotter fördes in för att vittna mot henne, tog hon tillbaka sitt utpekande, och uppgav att hon bara hade pekat ut Stridj på grund av att hon hade behandlats så illa i fängelset.

## Upplösning
Ingeborg Jonsdotter vädjade om att få flytta till ett bättre fängelse, men hennes begäran avslogs. Hennes hälsa blev svårt skadad, och hon tros ha dött i fängelset efter i november 1705. 
Skeppare Jacob Stridj krävde att hans hustru Bohl Stridj skulle friges, och detta skedde 18 december 1705. Margaretha Kuskes frigavs 23 januari 1707.